# Borostomias pacificus
Borostomias pacificus és una espècie de peix de la família dels estòmids i de l'ordre dels estomiformes.

## Hàbitat
És un peix marí i d'aigües temperades que viu entre 350-1400 m de fondària.

## Distribució geogràfica
Es troba al Japó.